# Mictlantecuhtli
Mictlantecuhtli és un personatge de la mitologia asteca, concretament el déu de la mort. el déu dels inferns. Juntament amb la seva muller Mictlancihuatl, regia el món subterrani. Exercien la seva sobirania sobre els "nou rius subterranis" i sobre les ànimes dels morts. Estava relacionat amb les aranyes i rat-penats.

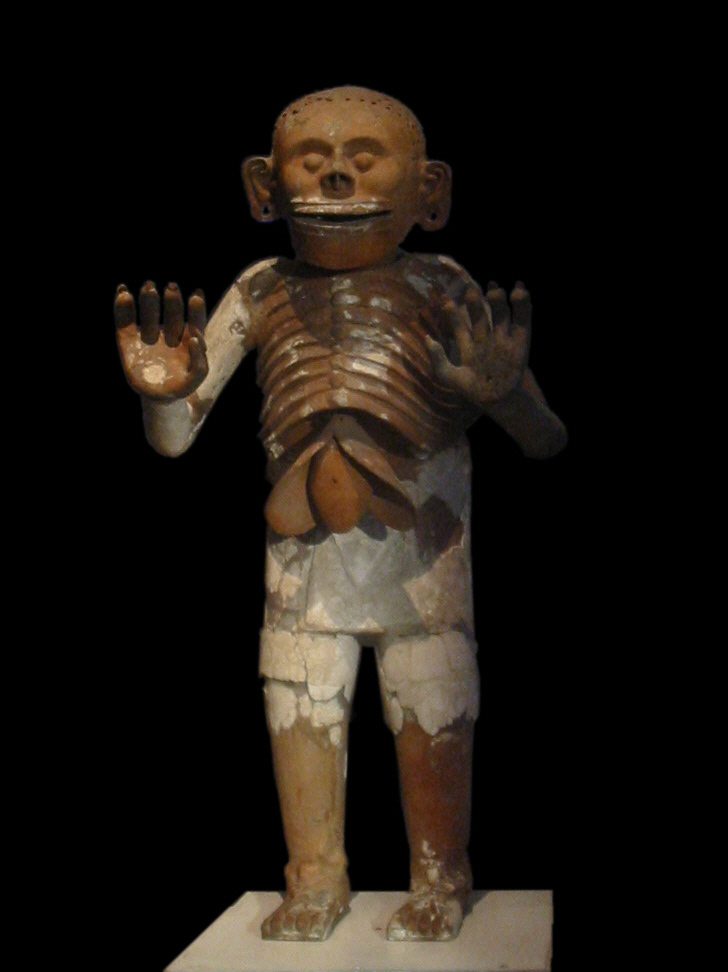
Representació en ceràmica de Mictlantecuhtli